# イナリ (小惑星)
イナリ (1532 Inari) は、小惑星帯にあるS型小惑星である。
1938年9月16日にフィンランドの天文学者ユルィヨ・バイサラがトゥルクで発見した。
フィンランド北部に位置する、ヨーロッパで6番目に大きい湖であるイナリ湖に因み命名された。